# KV24
La KV24, també anomenada anteriorment WV24 (nomenclatura originada a partir de les sigles de West Valley, Vall Occidental en anglès) és una tomba egípcia de la necròpoli popularment coneguda com a Vall dels Micos, similar en dimensions, geologia i funcions de la vall dels Reis, també situada a la riba oest del Nil, a l'altura de la moderna ciutat de Luxor. La tomba està inacabada, però es creu que va ser destinada a algun membre de la cort o de la família reial dels primers anys del faraó Amenhotep IV, abans que canviés el seu nom i traslladés la capital a l'actual Tell el-Amarna.